# Max
För andra betydelser, se Max (olika betydelser).

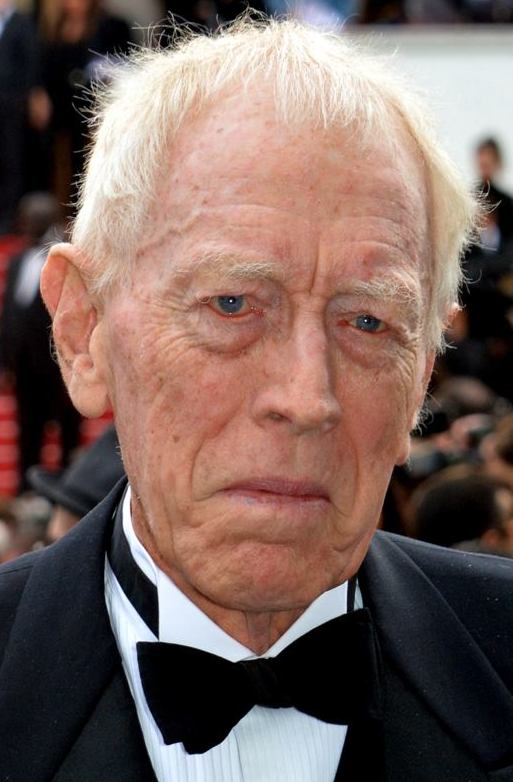
Max von Sydow, 2016.

Mansnamnet Max är en kortform av det tyska-romerska kejsarnamnet Maximilian som betyder den störste. Att namnet finns i den svenska almanackan beror på att Oscar I:s gemål, drottning Josefina, bland annat också hette Maximiliana.
Före 1950 var Max ett ovanligt namn i Sverige men har sedan stadigt stigit i namnlistorna och tillhör numera de 40 vanligaste. 31 december 2005 fanns det totalt 13 527 personer i Sverige med namnet, varav 9 860 med det som tilltalsnamn. År 2003 fick 669 pojkar namnet, varav 528 fick det som tilltalsnamn.
Namnsdag: i Sverige 1 februari. I den finlandssvenska namnsdagslängden har Max namnsdag 18 november sedan starten 1929, då en egen namnsdagskalender togs i bruk för finlandssvenskar.

## Personer med namnet Max
- Max Andersson, svensk politiker (Partiet Vändpunkt, tidigare för Miljöpartiet)
- Max Baucus, amerikansk senator och diplomat
- Max av Baden, badensisk storhertig, tysk rikskansler
- Max Baer, amerikansk boxare, världsmästare 1934-1935
- Max Beckmann, tysk målare
- Max Biaggi, italiensk roadracingförare
- Max Book, svensk konstnär
- Max Born, tysk fysiker, mottagare av Nobelpriset i fysik 1954
- Max Brod, tjeckisk författare
- Max Bruch, tysk tonsättare
- Max Ernst, tysk konstnär
- Max Friberg, svensk ishockeyspelare
- Max Frisch, schweizisk författare
- Max von der Grün, tysk författare
- Max Hansen, dansk skådespelare och sångare
- Max Holloway, amerikansk MMA-utövare
- Max Horkheimer, tysk filosof och sociolog
- Max Jacob, fransk författare
- Max Jakobson, finländsk diplomat och författare
- Max Landergård, svensk programledare, journalist och författare
- Max von Laue, tysk fysiker, mottagare av Nobelpriset i fysik 1914
- Max Liebermann, tysk målare
- Max Lorentz, svensk musiker
- Max Lundgren, svensk barnboksförfattare
- Max Manus, norsk motståndsman under andra världskriget
- Max Martin, svensk musikproducent
- Max Mosley, före detta brittisk racerförare och president för FIA
- Friedrich Max Müller, tysk språkforskare
- Max Müller, dansk general
- Max Magnus Norman, svensk konstnär
- Max Pechstein, tysk konstnär
- Max Perutz, österrikisk-brittisk kemist, mottagare av Nobelpriset i kemi 1962
- Max Planck, tysk fysiker och mottagare av Nobelpriset i fysik 1918
- Max Reger, tysk kompositör, pianist och dirigent
- Max Salminen, svensk seglare, OS-guld 2012
- Max Scheler, tysk filosof
- Max Schmeling, tysk boxare, världsmästare i proffsens tungvikt 1930-1931
- Max Verstappen, nederländsk racerförare
- Max von Sydow, svensk skådespelare
- Max Theiler, sydafrikansk-amerikansk läkare och virolog, mottagare av Nobelpriset i fysiologi eller medicin 1951
- Max Weber, tysk sociolog och nationalekonom
- Max Wertheimer, tjeckoslovakisk-tysk psykolog

## Fiktiva personer med namnet Max
- Max, huvudperson i pekböcker av Barbro Lindgren och Eva Eriksson
- Max, en tecknad Disneyfigur som är son till Långben. Han förekommer i serien Långbens galna gäng.
- Mad Max (film och fiktiv person)
- Max Zorin. Bondskurk i filmen Levande måltavla.
- Max Payne (film) och datorspelsfigur
- Max Havelaar, roman